# Józef Albin Wiatr
Jósef Albin Wiatr, poljski general, * 25. julij 1889, † 22. maj 1977.